# Région maltaise

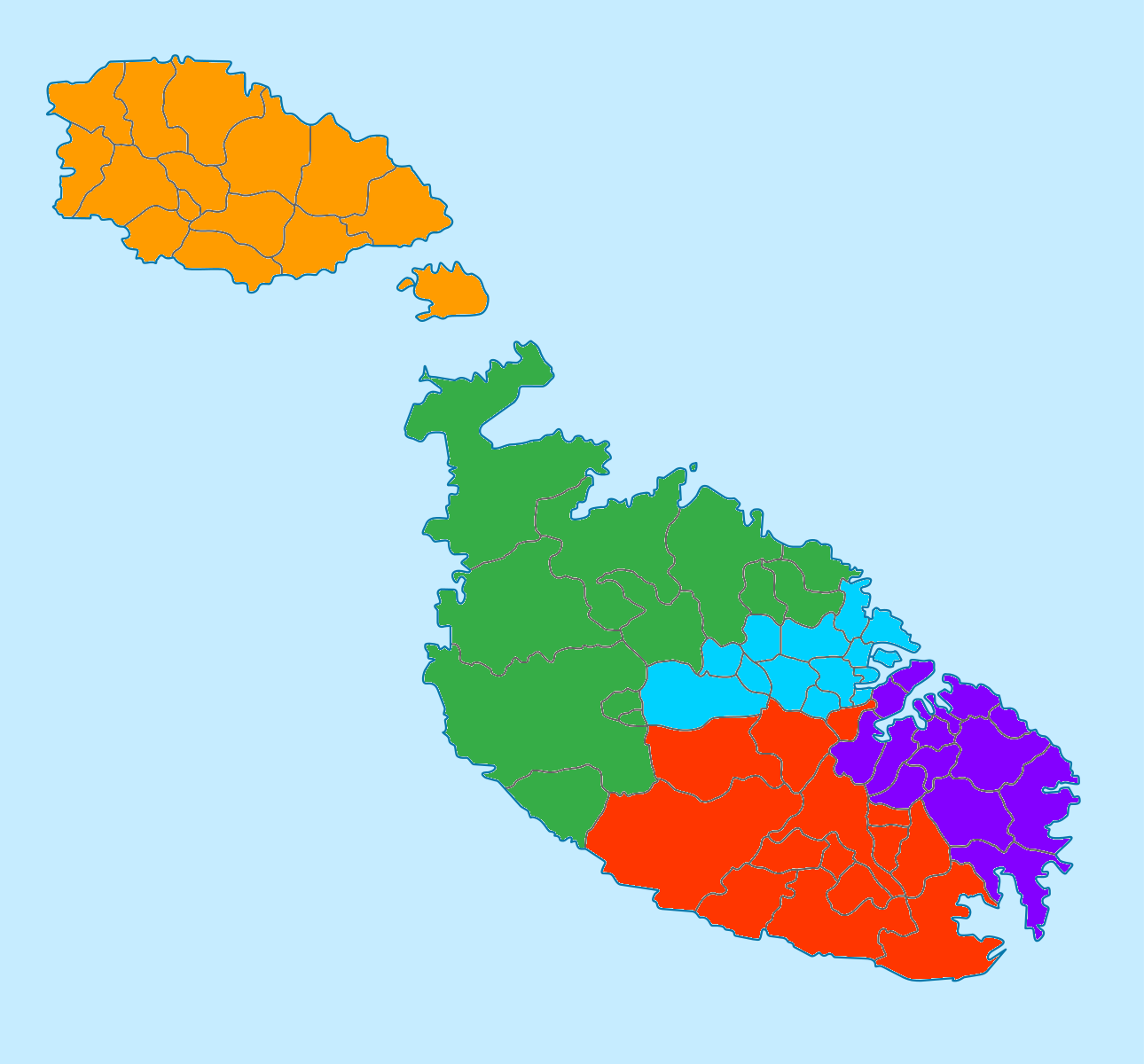
Carte des 5 régions maltaises :
Gozo ;
Nord ;
Région centrale ;
Sud-Est ;
Sud.

La région (en maltais : Reġjun) est une subdivision administrative de Malte. Chaque région, au nombre de cinq, regroupe des conseils locaux, la première subdivision administrative de Malte.

## Historique
Héritée de l'administration britannique, la première organisation territoriale maltaise comprenait six régions :
- Inner Harbour (Port intérieur)
- Outer Harbour (Port extérieur)
- South Eastern (sud-est)
- Western (ouest)
- Northern (nord)
- Gozo

En 1990, les deux régions du Grand port, Inner Harbour (Port intérieur) et Outer Harbour (Port extérieur), sont réorganisées en Northern Harbour (Port nord) et Southern Harbour (Port sud).
La loi de 1993, créant les conseils locaux institue le regroupement de ceux-ci en trois districts :
- Malte nord-ouest - Mistral (Distrett Malta Majjistral)
- Malte sud-est - Sirocco (Distrett Malta Xlokk)
- Gozo (Distrett ta' Għawdex)

En 2009, la loi n° XVI modifie celle sur les conseils locaux de 1993 et remplace les districts par cinq régions, centrale, Nord, Sud, Sud-Est et Gozo.

## Liste des régions
| Région                            | Siège            |
| --------------------------------- | ---------------- |
| Région centrale (Reġjun Ċentrali) | San Ġwann        |
| Nord (Reġjun Tramuntana)          | St Paul's Bay    |
| Sud (Reġjun Nofsinhar)            | Qormi            |
| Sud-Est (Reġjun Xlokk)            | Tarxien          |
| Gozo (Reġjun ta' Għawdex)         | Rabat (Victoria) |

## Administration
Ces régions sont administrées par un comité régional (en maltais : Kumitat Reġjonali) composé de conseillers nommés au sein de chaque conseil local faisant partie de la région. Un président de région est élu parmi les conseillers régionaux, un vice-président est nommé parmi les autres conseillers.